# Jean-Noël Gurgand
Jean-Noël Gurgand est un écrivain et journaliste français né le 1er février 1936 en Seine et Marne à Morcerf et mort le 17 novembre 1988 à Coulommiers.

## Biographie
Jean-Noël Gurgand est le fils de l'écrivaine Marguerite Gurgand et de Gaston Gurgand.
Il est élève au Centre de formation des journalistes (promotion 1959), et fait une carrière de journaliste. Il a notamment travaillé à France Observateur de 1959 à 1964, puis à L'Express et au Figaro littéraire avant d'arrêter le journalisme en 1973. Durant ces années il a notamment passé trois ans dans le Neguev en Israël.
Certains de ses ouvrages, traitant notamment des croisades, sont coécrits avec Pierre Barret, qu'il avait rencontré à L'Express en 1969.
Il est aussi connu pour avoir été le nègre littéraire de Marek Halter pour son best-seller La Mémoire d'Abraham paru en 1983.

### Famille
Jean-Noël Gurgand a eu trois enfants : Lia, Nicolas (qui a aussi été journaliste) et Cédric.

## Œuvres principales
- Israéliennes, Grasset, 1966  (ISBN 978-2-246-02252-7)[7]
- La Petite Fête, Grasset, 1969  (ISBN 978-2-24685-007-6)[8]
- Les Statues de sable, Grasset, 1972  (ISBN 978-2-24685-059-5)[9]
- Videz les baignoires !, Denoël, 1984  (ISBN 978-2-20723-024-4)[10]
- Avec Marguerite Gurgand (livre posthume de cette dernière terminé par son fils)
  - L'Histoire de Charles Brunet, Mazarine, 1982  (ISBN 978-2-86374-091-0)
- Avec Pierre Barret
  - Le Printemps de Paris, 22 février - 25 juin 1848  (ISBN 978-2-213-02096-9)
  - Les Tournois de Dieu :
    - Le Templier de Jérusalem, Robert Laffont, 1977  (ISBN 978-2-221-00250-6 et 978-2-221-00250-6)
    - La Part des pauvres, Robert Laffont, 1978  (ISBN 978-2-253-02656-3 et 978-2-253-02656-3)
    - Et nous irons au bout du monde, Robert Laffont, 1979  (ISBN 978-2-221-00326-8 et 978-2-221-00326-8)

  - Priez pour nous à Compostelle, 1978, 348 p.  (ISBN 978-2010049491 et 978-2010049491) Pour cet ouvrage les auteurs sont eux-mêmes allés à pied de Vézelay à Compostelle[11] ; cf. radioscopie de J. Chancel.
  - Ils voyageaient la France. Vie et traditions des Compagnons du Tour de France au XIXe siècle, Hachette, 1980  (ISBN 2-253-02740-5 et 978-2-01-00619-50) Prix Thérouanne de l'Académie française 1981[12].
  - Si je t'oublie Jérusalem, Hachette, 1983  (ISBN 978-2-01-008329-7 et 978-2-01-008329-7)
  - Le Roi des derniers jours, l'exemplaire et très cruelle histoire des rebaptisés de Münster (1534-1535), Complexe, 1985  (ISBN 978-2-87027-165-0 et 978-2-87027-165-0)

- Avec Pierre Barret et Jean-François Nahmias
  - De terre et de sang, Fixot  (ISBN 978-2-87645-167-4)

- Avec Jacques Derogy
  - Israël, la mort en face, éditions Robert Laffont, coll. « Notre époque », Paris, 1974, 383 p., 16 p. de planches illustrées

- Avec Véronique Renard
  - Entre le soleil et nous, Denoël, 1986  (ISBN 2-207-23247-6)[13]

## Hommages et distinctions
- 1981 : prix Thérouanne, avec Pierre Barret[14]
- Une rue de Mortcerf (77163), où il a vécu et où son père a été directeur de la briqueterie[15], porte son nom.